# McLaren M8
La McLaren M8 era un'autovettura da competizione costruita dalla casa britannica McLaren per competere nel Campionato CanAm a partire dalla stagione 1968. Conquistò il titolo piloti per quattro anni di fila, dal 1968 al 1971. Fu proprio alla guida di una M8D che perse la vita il fondatore della casa, Bruce McLaren, in un incidente sul circuito di Goodwood. Le M8 presero parte anche all'Interserie dal 1970 al 1982, ottenendo come miglior piazzamento il secondo posto assoluto nel 1971.

## Nascita e sviluppo

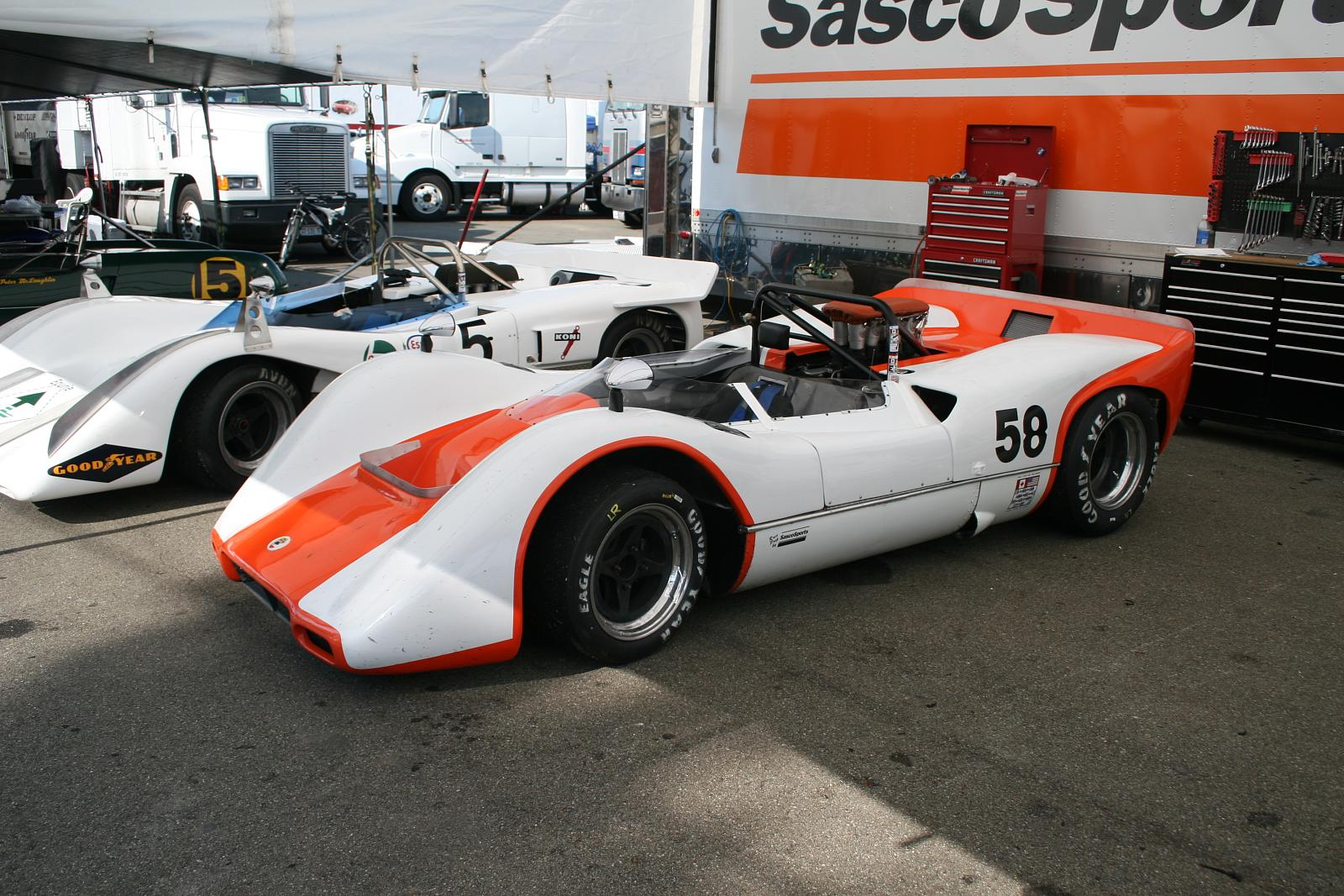
Una M6B, in primo piano, a fianco di una M8C. La M8 fu sviluppata a partire dalla M6, vincitrice del titolo CanAm nel 1967

La prima M8, denominata M8A, fu progettata secondo il regolamento del Gruppo 7, adottato dal Campionato CanAm. Il regolamento definiva le vettura Gruppo 7 come "vetture da competizione a due posti costruite specificatamente per le gare di velocità su circuito chiuso", non richiedeva quindi, al contrario di altre classi, la costruzione di un numero minimo di esemplari, né vi erano vincoli su cilindrata, peso, pneumatici, sovralimentazione o soluzioni aerodinamiche, lasciando quindi ampia libertà ai costruttori. La M8A fu sviluppata a partire dalla McLaren M6 che aveva conquistato il titolo 1967 con Bruce McLaren. Si cercò di mantenere il design più semplice possibile. Il motore, un Chevrolet V8 Big Block da 7 L, fu costruito da Gary Knutson. Completamente in alluminio, erogava 620 CV. In posizione centrale, fungeva da elemento semi-portante del telaio, una monoscocca in alluminio e magnesio formata da pannelli e tubi a sezione quadrata. Furono costruite due M8A più una monoscocca di riserva.
La M8B fu sviluppata per la stagione 1969. La differenza più evidente era l'alettone posteriore, montato in posizione molto elevata, analogamente alla Chaparral 2E che aveva corso la stagione 1966 del CanAm. 
I montanti dell'alettone non erano fissati alla carrozzeria, bensì passavano attraverso di essa e si fissavano ai montanti delle sospensioni.  Questa soluzione permetteva di adottare molle più morbide. 

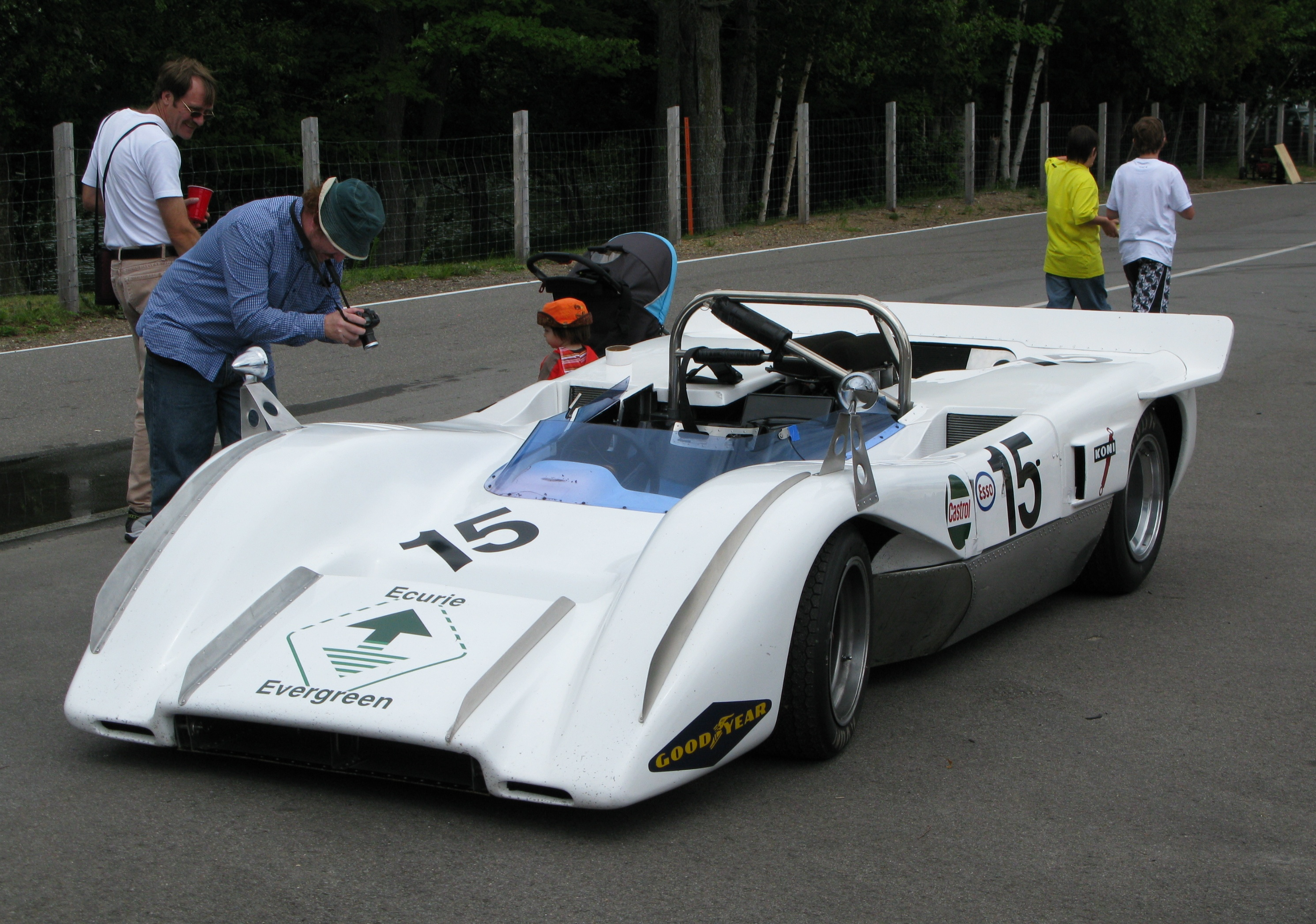
Una M8C, versione clienti della M8A, coi colori del team Ecurie Evergreen

La carrozzeria fu allargata per poter ospitare i nuovi pneumatici di dimensioni maggiori. Lo sviluppo del nuovo motore fu affidato a George Bolthof, ex-ingegnere alla TRA-CO ed esperto in motori di dragster. Il nuovo motore era una versione a corsa corta e alesaggio maggiorato del motore della M8A, aveva una cilindrata di 7.046 cm³ ed erogava 630 CV. Furono costruite due M8B ed una monoscocca di riserva a partire dai pezzi delle tre M8A. La M8C fu sviluppata per la stagione 1970 come versione destinata alle scuderie private della M8A. La M8C andava a sostituire la M12, vettura costruita dalla McLaren nel 1969 per i soli team privati, e realizzata con componenti della M6 e della stessa M8. Complessivamente furono costruite 15 M8C dalla Trojan. Il telaio aveva un design più tradizionale ed il motore non era più elemento stressato. Questo permetteva ai clienti una maggiore libertà di scelta del propulsore da adottare. La M8D fu sviluppata per la stagione 1970. Il nuovo regolamento aveva bandito gli alettoni alti, la M8D era così dotata di un alettone basso fissato a delle pinne, parte integrante della carrozzeria. La particolare linea della vettura le valse il soprannome di batmobile. Il nuovo motore, sempre costruito da Bolthoff, fu portato a 7.620 cm³ ed erogava 670 CV a 6.800 rpm, con una coppia di 810 Nm. 

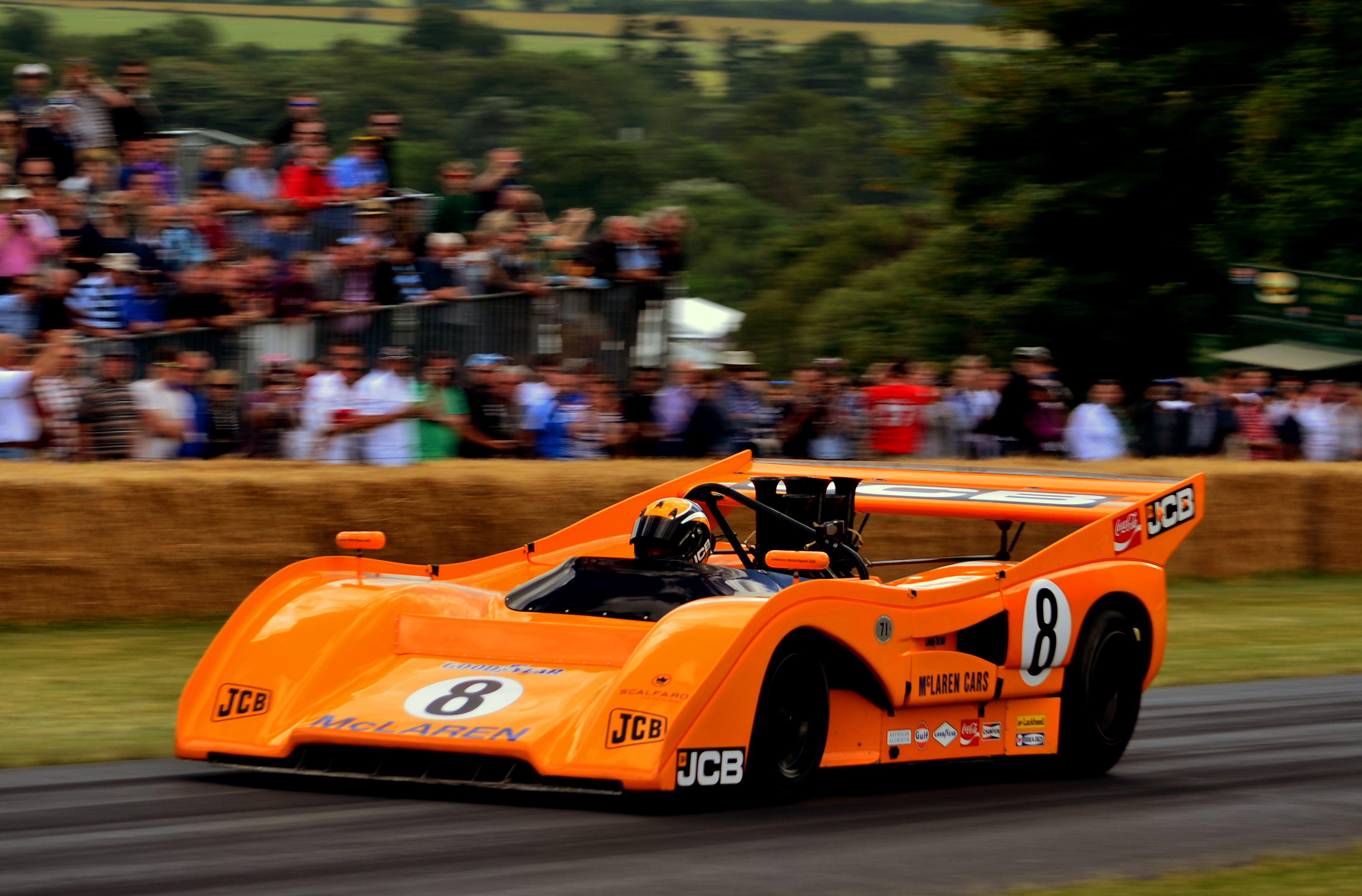
Una M8F a Goodwood, 2014, con la caratteristica livrea arancione del team McLaren

Il 2 giugno 1970, sul circuito di Goodwood, durante un test con la nuova M8D, il fondatore della casa, Bruce McLaren, perse il controllo della vettura. Uscito di pista ad alta velocità, impattò contro una torretta di commissari abbandonata, che avrebbe per questo dovuto essere demolita, perdendo la vita. La M8E fu sviluppata per la stagione 1971 come versione clienti della M8B. Aveva una carreggiata più stretta ed una carrozzeria più piccola, inoltre a causa del cambio di regolamento adottava un alettone basso, analogamente alla M8D. 
La M8F fu sviluppata per la stagione 1971. Progettata da G. Coppuck, adottava una serie di innovazioni. L'interasse fu allungato di 3 pollici (7,62 cm), in modo da spostare il peso sulla posteriore e migliorare la stabilità in frenata. La carreggiata fu ulteriormente ristretta: 1.524 mm l'anteriore e 1.493 mm la posteriore. Fu rinnovata la geometria delle sospensioni, in particolare fu modificata la campanatura e fu aumentata la resistenza alla compressione delle sospensioni posteriori nella fase di accelerazione. I freni a disco sull'asse posteriore sono stati spostati verso il centro della vettura, ciò costrinse ad adottare un nuovo tipo di sospensioni al posteriore. Il transaxle era il nuovo Hewland LG500 MkII. Per ridurre la possibilità di perdite il serbatoio, alloggiato dentro alla monoscocca, aveva le pareti spesse 1,57 mm, misura sufficiente per poter adottare rivetti incassati di tipo aeronautico, soluzione che riduceva la resistenza aerodinamica. Fu poi rinforzata la zona sotto ai piedi del pilota. Il peso a secco era di circa 704 kg, mentre per il motore furono presentate due versioni. La prima era stata realizzata da Knutson, tornato in McLaren, ed era un Chevrolet V8 da 8.095 cm³ accreditato di 740 CV, impiegato nella prima prova del campionato a Mosport Park. Il secondo motore era quello di Reynolds, portato a 8.390 cm³ e accreditato. di 800 CV, che non fu utilizzato a Mosport Park, in quanto vi erano dubbi che potesse reggere le 200 miglia di gara. La M8FP fu la versione clienti della M8F costruita dalla Trojan per la stagione 1972. AL termine della stagione 1971, la M8 fu sostituita, nel team ufficiale, dalla nuova M20.

## Risultati

### Campionato CanAm

#### 1968
La stagione 1968 era articolata su 6 prove. Alla prima gara, corsa il 1º settembre 1968 a Road America, le M8A debuttarono con una doppietta, ottenendo il primo posto col neozelandese Denny Hulme e il secondo con lo stesso Bruce McLaren. Alla gara successiva, corsa a Bridgehampton, entrambe le vetture furono costrette al ritiro. Alla terza prova, a Speedway Park, le M8A si imposero nuovamente in prima e seconda posizione, rispettivamente con Hulme e McLaren alla guida. Alla quarta prova, corsa a Laguna Seca, Hulme giunse secondo dietro al canadese John Cannon su McLaren-Elva. La seconda M8A, portata in gara da McLaren, giunse in quinta posizione. La quinta prova fu corsa sul circuito di Riverside e vide la vittoria della M8A portata in gara da McLaren, mentre quella di Hulme giunse quinta. L'ultima prova, corsa a Stardust, vide la vittoria della M8A di Hulme, mentre McLaren concluse sesto.
Hulme conquistò il titolo piloti con 35 punti, davanti a McLaren con 24.

#### 1969
La stagione 1969 si articolò su 11 gare. Il team McLaren schierò le due nuove M8B, portate in gare sempre da Hulme e dallo stesso McLaren. Le due vetture conquistarono fecero doppietta nelle prime tre gare. Nella prima a Mosport Park e nella terza a Watkins Glen fu McLaren a conquistare la vittoria, con Hulme secondo, mentre nella seconda, corsa a Mont-Tremblant, fu Hulme ad avere la meglio su McLaren. Nella quarta gara, sullo Speedway Park, fu di nuovo la M8B di Hulme a conquistare la vittoria, stavolta davanti alla Ferrari 612 Can Am del neozelandese Chris Amon ed alla McLaren M12 del canadese George Eaton. La M8B di McLaren fu invece costretta al ritiro per la rottura di un pistone. Le M8B conquistarono nuovamente sia il primo che il secondo posto nelle successive cinque gare: Mid-Ohio (Hulme-McLaren), Road America (McLaren-Hulme), Bridgehapmton (Hulme-McLaren), Michigan (McLaren-Hulme) e Laguna Seca (McLaren-Hulme). Alla gara di Michigan il podio fu completato da una terza M8, guidata da Dan Gurney, realizzando una storica tripletta per la McLaren nel campionato CanAm. La vettura era la M8A-2, ovvero la M8A portata in gara da Hulme nella stagione 1968. La vettura, che correva col #1, era stata guidata nelle qualifiche da Jack Brabham, che per la gara lasciò però il volante a a Gurney. Anche a Laguna Seca la M8A-2 fu portata in gara, stavolta da Chris Amon, ma la vettura fu costretta al ritiro per la rottura del differenziale. Alla decima gara, corsa a Riverside, la M8B conquistò la vittoria, davanti alla Lola T163B di Chuck Parson ed alla McLaren M6B di Mario Andretti. La M8B di McLaren fu costretta al ritiro per un incidente. L'undicesima ed ultima prova, corsa sul Texas World Speedway, vide la vittoria della M8B di McLaren, davanti alla McLaren M12 di Eaton ed alla Open Sports Ford di Brabham. La M8B di Hulme fu fermata da un problema al motore. A fine campionato, dominato dalla M8B con undici vittorie su undici gare, fu McLaren a conquistare il titolo piloti, con 20 punti. Hulme ottenne il secondo posto in classifica con 15

#### 1970

##### Team McLaren

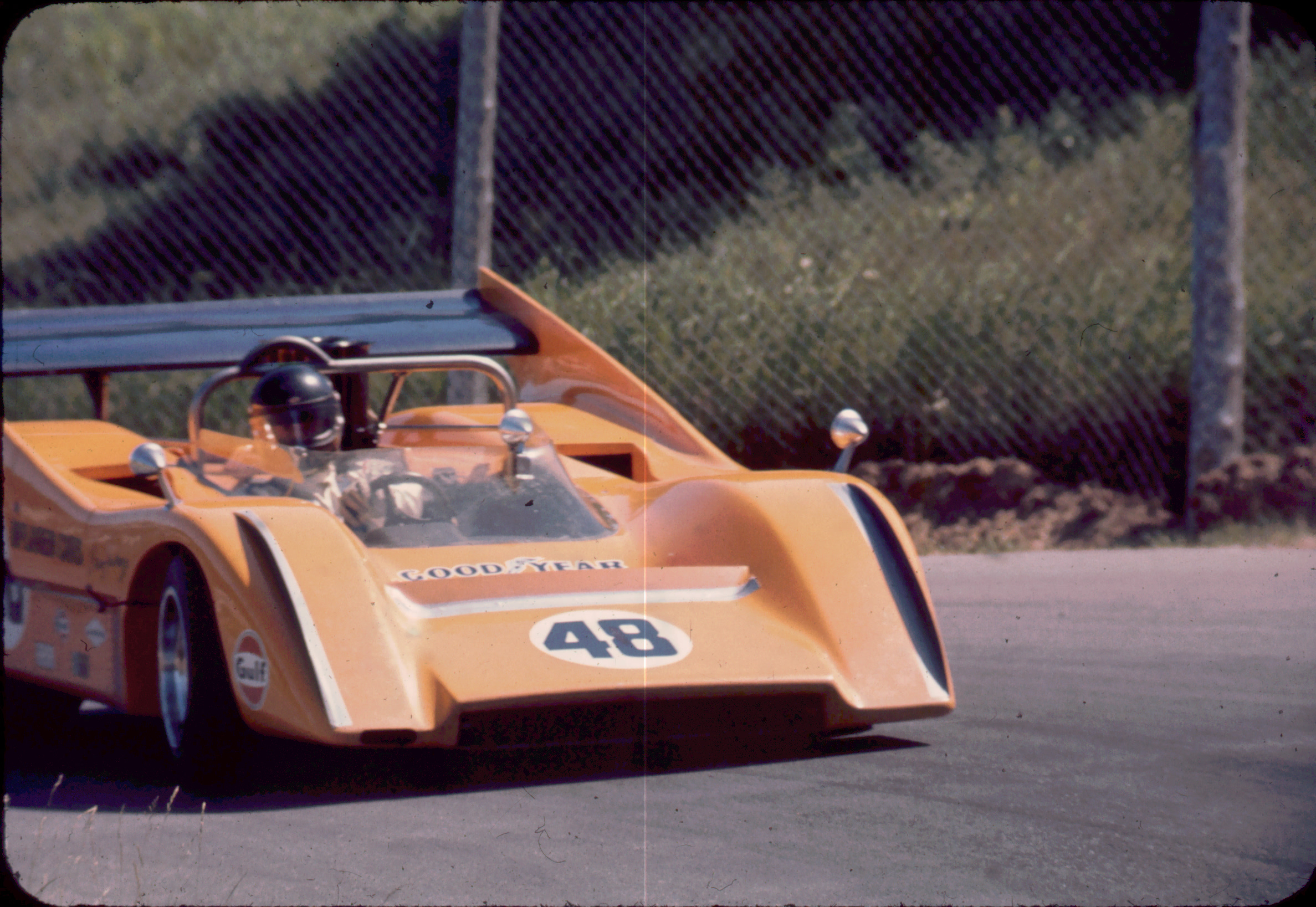
Dan Gurney su M8D a Mont-Tremblant, seconda prova della stagione 1970

A seguito della morte di McLaren durante i test della M8D, ad affiancare Hulme nel team ufficiale fu chiamato inizialmente Dan Gurney, ed in seguito il britannico Peter Gethin. La stagione 1970 si articolò su 10 gare. La prima, corsa il 14 giugno a Mosport Park, vide la vittoria di Gurney e il terzo posto di Hulme. Tra le due M8D si piazzò la Autocoast Ti 22 del britannico Jackie Oliver. A Mont-Tremblant fu di nuovo Gurney a conquistare la vittoria, mentre la M8D di Hulme fu costretta al ritiro. Alla terza prova, a Watkins Glen, ad imporsi fu Hulme, mentre Gurney non riuscì ad andare oltre la nona posizione. Dalla gara successiva, a Edmonton, Gurney fu sostituito da Gethin. In questa occasione coppia Hulme-Gethin fece doppietta, conquistando rispettivamente il primo e secondo posto. Il podio fu completato dalla M8B privata di Lothar Motschenbacher, a replicare la storica tripletta di M8 della stagione precedente. La McLaren conquistò in questa occasione, con la M6B di Bobby Brown, anche il quarto posto. A Mid-Ohio fu di nuovo Hulme a conquistare la vittoria, mentre Gethin ottenne il nono posto. A Road America Hulme fu squalificato, e la vittoria andò al compagno di squadra Gethin. Ad interrompere la striscia trionfale di 19 vittorie consecutive, iniziata nel 1968 a Riverside, fu la Porsche 908 di Tony Dean, che si impose a Road Atlanta. In quell'occasione, la M8D di Hulme fu costretta al ritiro, mentre Gethin non riuscì ad andare oltre la settima posizione. La McLaren dovette accontentarsi del terzo posto di Motschenbacher su M12, dietro alla Lola T163 di Dave Causey. 
A Donnybrooke le M8D tornarono alla vittoria, conquistando i primi due posti, rispettivamente con Hulme e Gethin. A Laguna Seca ad imporsi fu nuovamente Hulme, mentre Gethin fu costretto al ritiro. All'ultima prova, corsa a Riverside, si presento la medesima situazione, vittoria di Hulme e ritiro di Gethin. A fine stagione, Hulme conquistò il titolo piloti con 122 punti, Gethin fu terzo con 56 e Gurney settimo con 42.

##### Scuderie private
La stagione 1970 vide il debutto della M8C, versione clienti della M8A. I team privati che portarono in gara la M8C furono: la McCaig Racing, con pilota Roger McCaig, la Performance Engineering con pilota John Cordts e la Lothar Motschenbacher Racing con pilota lo stesso Lothar Motschenbacher. Il miglior risultato delle M8C fu il quinto posto, ottenuto in quattro occasioni: a Motorsport Park, Mont-Tremblant e Road Atlanta da McCaig e a Riverside da Motschenbacher. Il team di Motschenbacher iniziò il campionato con la M8A-2, con cui corse nelle prime sei gare, per poi passare alla McLaren M12 ed infine alla M8C. Con la M8A-2 Motschenbacher conquistò il secondo posto a Mont-Tremblant ed il terzo ad Edmonton e a Mid-Ohio. Il team Auto World Inc. con pilota Oscar Koveleski portò invece in gara una M8B. Il miglior piazzamento di Kovelski fu una quarta posizione a Road Atlanta, seguito da un sesto posto a Mont-Tremblant. A fine stagione il migliore dei team privati fu quello di Lothar Motschenbacher, che con 65 punti ottenne il secondo posto assoluto in classifica, dietro solo a Hulme. McCaig concluse decimo con 34 paunti, mentre Koveleski fu quindicesimo con 16 puntie. Cordts concluse a zero punti, difatti nelle prime gare fu sempre costretto al ritiro. Alla quinta prova, e sua ultima gara della stagione, passò alla Lola T160 del team Smith-Oeser Racing, ottenendo un sedicesimo posto, fuori dalla zona punti.

#### 1971

##### Team McLaren
Per la stagione 1971, articolata su 10 prove, ad affiancare Hulme nel team ufficiale fu chiamato lo statunitense Peter Revson. Alla prima gara, a Mosport Park, le M8 dominarono conquistando i primi 5 posti. In particolare, le nuove M8F conquistarono prima e seconda posizione, con Hulme davanti a Revson. A Mont-Tremblant le McLaren furono battute dalla Lola T260 di Jackie Stewart, che si mise dietro le due M8F ufficiali, rispettivamente di Hulme e Revson, ed altre due M8 di team privati. A Road Atlanta Stewart fu rallentato da un problema tecnico, e le M8 conquistarono conquistarono i primi quattro posti, con le M8F ufficiali di Revson e Hulme rispettivamente al primo e secondo posto. A Watkins Glen le M8F conquistarono nuovamente il primo e secondo posto, con vittoria di Revson davanti a Hulme. A Mid-Ohio Revson non andò oltre al settimo posto, mentre Hulme fu costretto al ritiro. Alla prova successiva, a Road America, Revson tornò alla vittoria, mentre Hulme fu nuovamente fermato da problemi meccanici. A Donnybrooke si replicò l'impresa di Road Atlanta, con le M8F ai primi due posti, con vittoria di Revson davanti a Hulme, e due M8E di team privati in terza e quarta posizione. Ad Edmonton fu Hulme a conquistare la vittoria, mentre Revson giunse dodicesimo. A Laguna Seca Revson e Hulme ottennero primo e terzo posto, mentre al secondo giunse Stewart su Lola T260. All'ultima prova, corsa a Riverside, le M8F fecero doppietta, con vittoria di Hulme davanti a Revson. A completare il podio fu la BRM P167 di Howden Ganley. A fine stagione, Revson conquistò il titolo piloti con 142 punti, davanti a Hulme a quota 132.

##### Team Privati

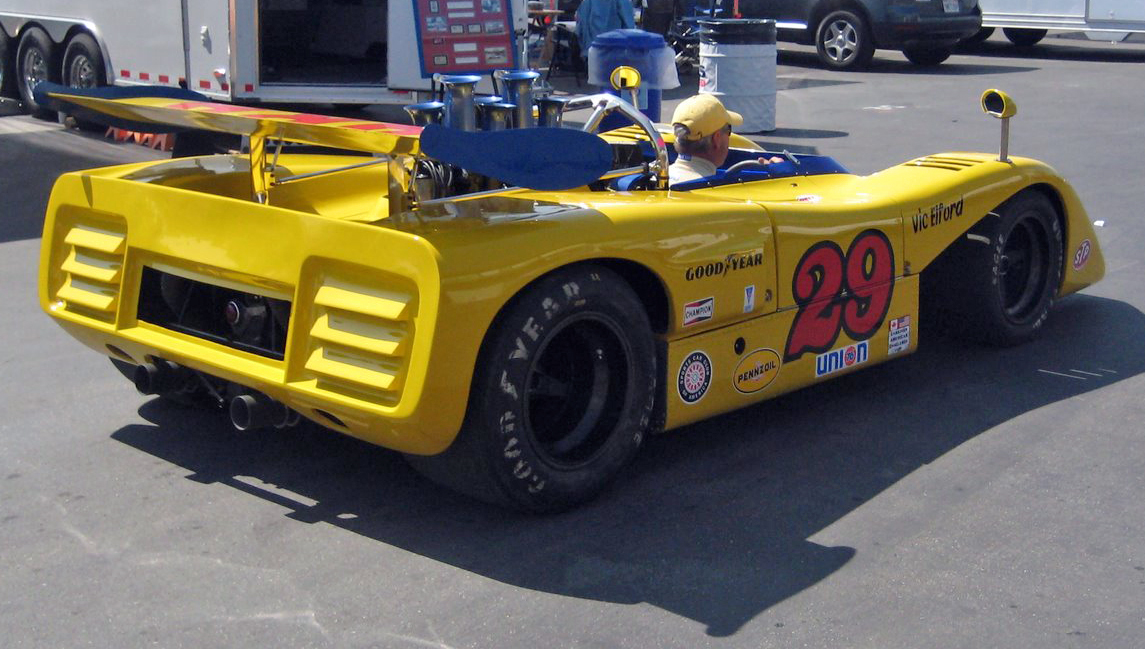
La M8E del 1971, versione clienti della M8B che aveva dominato la stagione 1969. Realizzata dalla Trojan, si differenziava dalla M8B in particolare per l'assenza del grande alettone su montanti, soluzione aerodinamica bandita nel 1970

Nel 1971 i team privati corsero con M8C, M8D e M8E. Alla prima prova, a Mosport, le M8 clienti conquistarono la terza, quarta e quinta posizione, rispettivamente da Motschenbacher su M8D, Bob Bondurant su M8E, entrambi del team di Motschenbacher, e Cordts su M8C della Performance Engineering. A Mont-Tremblant conquistarono la quarta posizione con Parson, su M8E della A. G. Dean, e la quinta con Motschenbacher, su M8D. Sempre Motschenbacher salì sul podio a Road Atlanta, e dietro di lui si piazzò Tony Adamowicz su M8B del team Auto World. Adamowicz fu il migliore tra i privati a Watkins Glen, dove giunse quinto. Nella stessa gara il britannico Vic Elford giunse ottavo su M8E dell'American Racing Associates. A Mid-Ohio Adamowicz sempre su M8B fu terzo, dietro alla Lola T260 di Stewart e alla Porsche 917/10 di Jo Siffert, riuscendo a tenere dietro le M8F ufficiali. Fu anche l'unico privato a terminare la gara. A Road America i migliori privati furono Elford, quarto sempre su M8E, e Motschenbacher, quinto su M8D. A Donnybrooke le M8 clienti arrivarono terze e quarte dietro alle M8F ufficiali, rispettivamente con Young ed Elford entrambi su M8E. A Edmonton ottennero le posizioni dalla sesta alla nona, con nell'ordine: Cordts su M8C della Dave Billes Racing, Motschenbacher su M8D, Parson su M8E e George Drolsom su M8C del team Warren Burmester. A Laguna Seca i migliori furono Motschenbacher e Adamowicz, rispettivamente sesto e settimo. All'ultima gara, corsa a Riverside, Sam Posey sulla M8E della Roy Woods Racing concluse quarto, davanti alla M8E di Parson. A fine stagione il migliore tra i piloti privati fu Motschenbacher, quinto con 52 punti. Dietro di lui Adamowicz, settimo con 34 punti.

#### 1972-1974

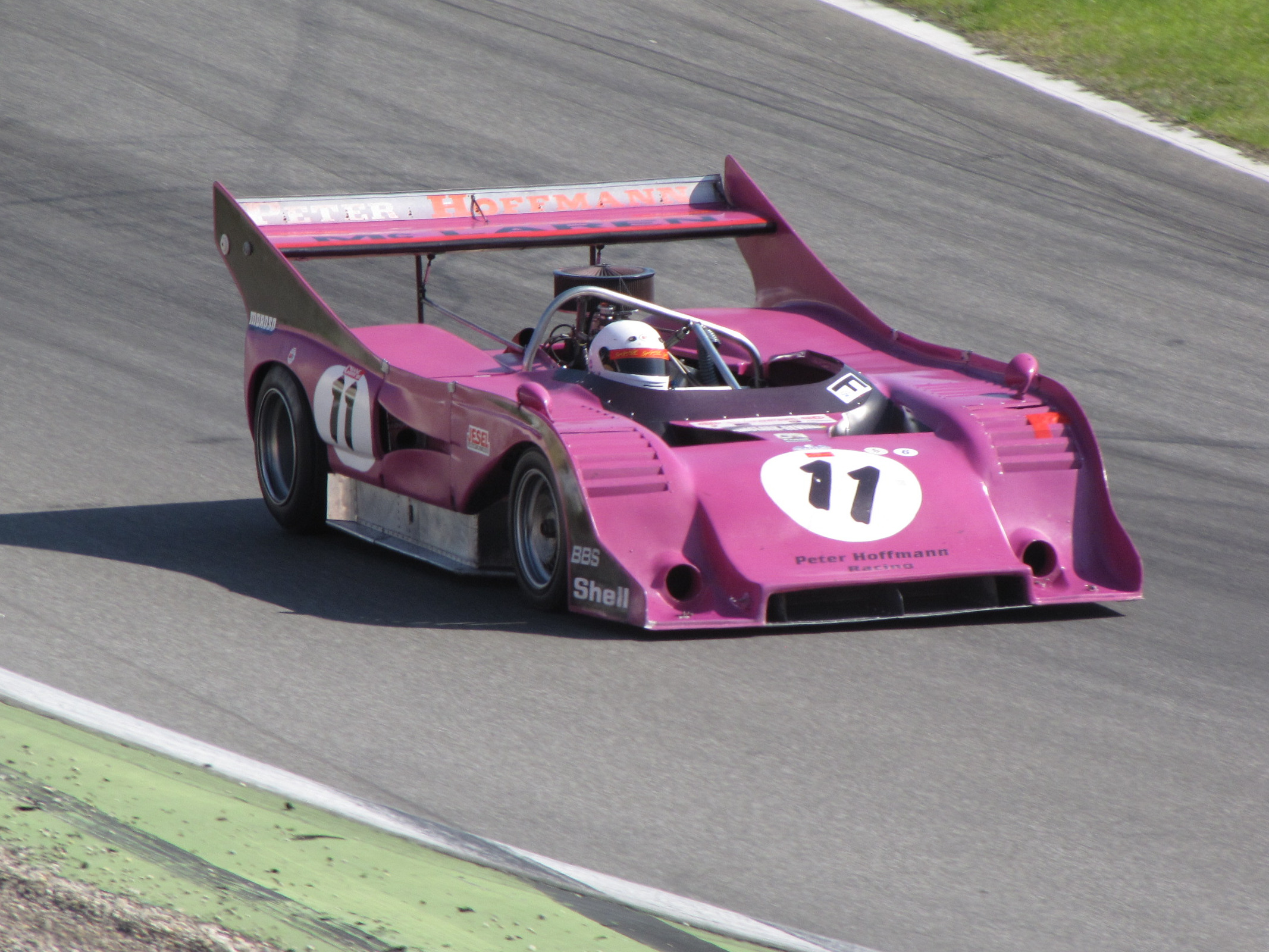
Una M8F, ultima evoluzione della M8. Fu schierata dalla stagione 1971 e continuò ad essere portata in gara da privati nel campionato CanAm fino al 1978

La stagione 1972 vide il debutto della nuova M20, che non replicherà i successi delle M8, perdendo invece lo scontro con le Porsche 917/10, che nel frattempo avevano superato i problemi della stagione precedente. Le M8 continuarono invece ad essere schierate da team privati. Nella stagione 1972 la M8F riuscì a conquistare la vittoria a Donnybrooke con François Cevert. Sempre Cevert ottenne un secondo a posto a Road America e un terzo a Laguna Seca. Un altro secondo posto fu ottenuto da Gregg Young a Road Atlanta. Le nuove M8FP, versioni clienti della M8D lanciate proprio nella stagione 1972, non andarono oltre il decimo posto, posizione ottenuta sia Road Atlanta sia a Road America, in entrambe le occasioni con McCaig alla guida. Nella stagione 1973 i migliori risultati furono colti nuovamente dalle M8F. La miglior posizione raggiunta fu il quarto posto, ottenuto a Mosport Park e a Road America da Scooter Patrick, a Mid-Ohio da Derek Bell e a Laguna Seca da Bobby Brown. Il 1974 vide il ritorno delle M8 sul podio. Cordts ottenne il secondo posto su M8F a Road America, mentre Motschenbacher ottenne il terzo posto a Road Atlanta sempre su M8F. A fine stagione il campionato CanAm fu chiuso, a causa dei costi troppo elevati.

#### 1977-1978
Il campionato CanAm fu ricreato con lo stesso nome ma con regole diverse nel 1977. Si trattava in pratica di una versione a ruote coperte della Formula 5000. La maggior parte dei costruttori si limitarono a ricarrozzare le vecchie monoposto da Formula 5000, in particolare le Lola, che dominarono i primi anni del nuovo campionato CanAm. Il nuovo regolamento imponeva una cilindrata massima di 5.000 cm³ (da qui il nome della Formula 5000), le M8 furono quindi costrette a correre con motori di cilindrata ridotta. Nella stagione 1977 le M8 non andarono oltre il quinto posto ottenuto a Sears Point e il sesto a Laguna Seca, entrambi ottenuti da Merle Brennan su M8F. Nel 1978 fu schierata una sola M8, si tratta della M8F del team Reno Automotive Center portata in gara da Brennan. La vettura prese parte a due gare, a Laguna Seca, dove giunse diciannovesima, e a Riverside, dove concluse quindicesima. Fu l'ultima gara di una M8 nel campionato CanAm.

### Interserie

Chris Craft su M8E ad Imola, prima prova dell'Interserie 1971 che il britannico concluderà al secondo posto. La vettura, numero di telaio #80-01, correva con la livrea verde scuro del team Ecurie Evergreen, sponsorizzato dalla Castrol GTX/STP

La McLaren non prese parte ufficialmente al campionato Interserie, partito nel 1970, ma già dalla prima edizione alcuni team privati schierarono delle M8. Le gare si correvano su due manche, al termine delle quali era stilata la classifica finale. Nella stagione 1970 il team Evergreen schierò una M8C motorizzata Ford. Alla 200 Miglia di Norisring fu iscritta con Brian Redman come pilota, ma non prese parte alla gara. A Croft la vettura fu portata in gara da Chris Craft. Il britannico conquistò la pole position e segnò il giro più veloce in gara, ma fu costretto al ritiro al nono giro a causa dei danni riportati in un testacoda.
Nel 1971, alla gara di apertura a Imola, Craft su M8E motorizzata Chevrolet conquistò il secondo posto, dietro alla Ferrari 512 M di Arturo Merzario. Una seconda vettura, una M8C del RacingTeam VDS con Teddy Pilette alla guida, si qualificò ventiduesima ma non prese parte alla gara per problemi al motore. Alla successiva gara, a Zolder, fu una M8 a conquistare la vittoria. Si trattava della M8E del team Sid Taylor Racing Castrol, portata in gara da Peter Gethin. A Hockenheimring la vittoria andò invece alla M8E di Derek Bell, compagno di squadra di Gethin. A Norisring le M8E ottennero una doppietta, con Craft primo e Gethin secondo. Quarta, dietro alla Lola T222 di Jo Bonnier, giunse un'altra M8E. La vettura, del Gelo Racing Team, fu portata in gara da Georg Loos. Loos aveva fatto le qualifiche con l'altra vettura del team, una Ferrari 512 M, e per la gara fece cambio auto col compagno di team, Franz Pesch. A Keimola Gethin giunse secondo, dietro alla Porsche 917 Spyder di Leo Kinnunen. Sempre Gethin fu il migliore alla 500 km di Imola, dove ottenne il nono posto su M8E. L'ultima prova si disputò nuovamente a Hockenheimring, dove l'unica M8 a terminare la gara fu la M8E di Loos. A fine stagione, in classifica Gethin giunse secondo dietro a Kinnunen, Craft fu quinto, Bell nono e Loos decimo. Alla prima prova della stagione 1972, al Nürburgring, l'unica McLaren a terminare la gara fu la M8F di Helmut Kelleners, che correva per il team Helmut Felder. Sempre Kelleners ottenne il secondo posto alla Coppa d'Oro Shell a Imola, valida come seconda prova, dietro alla Porsche 917/10 di Willy Kauhsen. Quinto arrivò Loos su M8E, mentre il suo compagno di squadra Pesch fu decimo su M8F. Come a Norising l'anno precedente, anche ad Imola i due piloti del team Gelo si erano scambiati le vetture dopo le prove. Altre due M8E conclusero la gara, si trattava delle vetture del tedesco Hans Wiedmer e dello svizzero Bernd Seidler, entrambi col proprio team, giunti rispettivamente ottavo e nono. A Silverstone Wiedmer fu il migliore tra i piloti McLaren, giungendo terzo dietro alla Porsche 917/10 di Kinnunen, primo, e alla Ferrari 512 M di Willie Green. A Zeltweg fu Kelleners su M8F ad occupare il gradino più basso del podio, dietro a Howden Ganley su BRM P167, primo, e a Willy Kauhsen su Porsche 917/10. Kelleners fu terzo anche ad Hockenheimring e a Norisring, in entrambe le occasioni dietro alle Porsche di Kinnunen, primo, e di Kauhsen. A Keimola il miglior pilota McLaren fu il tedesco Egmont Dursch, quinto su M8C, seguito dall'italiano Eris Tondelli su M8D del team A. G. Dean, settimo, e da Kelleners e Wiedmer, rispettivamente decimo ed undicesimo entrambi su M8F. All'ottava gara, al Nürburgring, Loos giunse terzo su M8F, mentre a Hockenheimring, ultima prova, il migliore fu Pilette su M8F, quinto. A fine stagione, Kelleners fu terzo in classifica, dietro a Kinnunen e Kauhsen. Loos fu sesto e Dursch ottavo.
La stagione 1973 vide il dominio incontrastato delle Porsche 917, con le McLaren M8 che non riuscirono a spingersi oltre il quarto posto, ottenuto da Pilette al Nürburgring su M8F. Nel 1974 le M8 presero parte solo alla prima prova, corsa a Silverstone. L'unica a terminare la corsa fu la M8E di John Jordan, tredicesimo. La stagione 1975 vide la partecipazione delle M8 di Peter Hoffmann e Rolf Götz. Hoffmann, su M8F, non riuscì a spingersi oltre il settimo posto, ottenuto nell'ultima prova a Hockenheimring, mentre Götz su M8E ottenne un decimo posto a Kassel-Calden.
Il 1976 vide l'abbandono delle Porsche 917 che avevano dominato le stagioni precedenti. Hoffmann, su M8F, ottenne la vittoria alla prima prova a Kassel-Calden e il secondo alla terza a Hockenheimring. Questi risultati, assieme al sesto posto alla Flugplatzrennen, gli garantirono il quinto posto in classifica a fine stagione. Una M8E fu portata in gara da Hans-Rudolf Urech, senza riuscire ad andare a punti.

### Altre gare

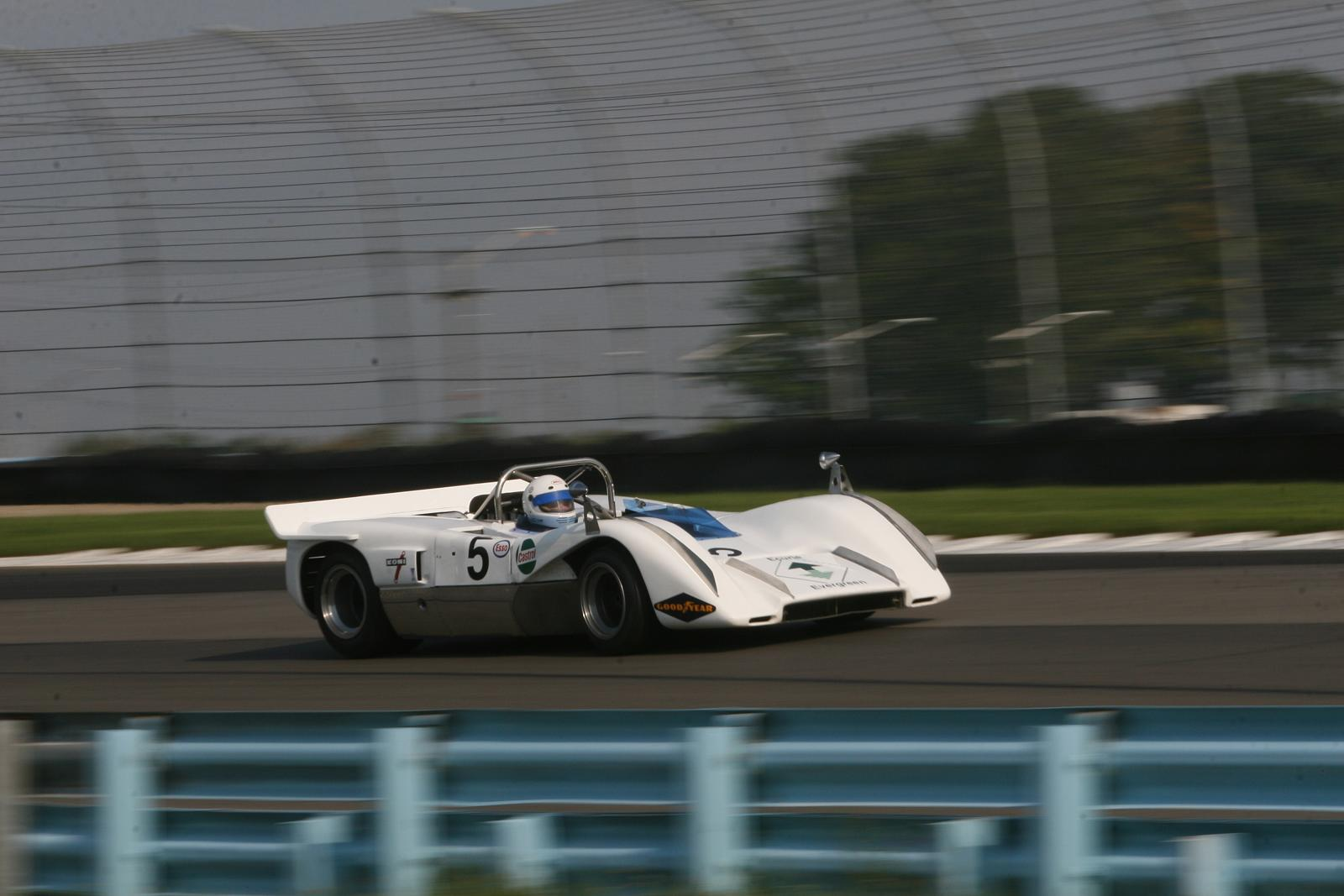
Jim Simpson sulla sua M8C #70-07, con la quale corse alcune gare alla fine degli anni novanta. La vettura adotta un Ford Cosworth DFV da 3 L per rientrare nel regolamento del Gruppo 5

Le M8 presero parte a numerose gare in vari campionati nazionali o continentali, nonché a eventi singoli. Nel 1970 Koveleski su una M8B conquistò la vittoria nella Road Race of Champions a Road Atlanta, mentre l'anno seguente giungerà secondo. Alcune vittorie furono conquistate dalla M8D-3 tra il 1999 e il 2000 nella International Supersports Cup, in gare corse al Paul Ricard e a Melbourne, oltre a una gra fuori campionato a Silverstone.
Per quanto riguarda le M8C costruite dalla Trojan, tra i migliori risultati si segnala la vittoria di Chris Craft su M8C #70-07 a Karlskoga l'8 agosto 1970. La gara fu funestata da un incidente che vide coinvolte una Ford Escort ed una BMW 2002 e nel quale persero la vita 5 spettatori, mentre i feriti furono una trentina. La gara fu sospesa diverse ore. Altre vittorie furono ottenute in Sud America dalla M8C #70-08, motorizzata Ford. Due nel Campionato Argentino Sport Prototipi, la prima nel 1971 a Buenos Aires da Nasif Estéfano e la seconda nel 1973 a Rivadavia da Osvaldo Lopez. Una terza vittoria fu ottenuta, sempre nel 1971 a Buenos Aires, ma in una gara valida per il Campionato Sud Americano Sport Prototipi, da Carlos Pairetti.